# Романши
Романши (самоназвание: rumantschs, rumàntschs, romauntschs, romontschs) — романский народ в Швейцарии (в основном в кантоне Граубюнден), относится к ретороманской группе. Говорят на романшском языке (кроме него в кантоне ещё два официальных языка: немецкий и итальянский) и составляют менее 1 % населения Швейцарии, или 37 000 человек. Кроме того, они живут на севере Италии (23 000). Исповедуют католицизм. Традиционное занятие — сельское хозяйство (животноводство).

## Известные романши
- Джеймс Кэвизел — американский актёр (отчасти романшского происхождения)
- Жозеф Планта[вд] — британский библиотекарь
- Жозеф Планта[вд] — британский дипломат
- Рэне Шноз[вд] — швейцарский актёр
- Кэндис Аккола — американская актриса
- Селина Гаспарин — швейцарская биатлонистка
- Нико Эльведи — швейцарский футболист
- Ханс Руди Гигер — швейцарский художник
- Барбара Маргарета фон Салис — швейцарская феминистка, журналистка, историк